# TCR Europe Touring Car Series 2021
La stagione 2021 delle TCR Europe Touring Car Series è la quarta edizione del campionato nato dalla fusione tra coppa europea turismo e TCR Trophy Europe. È iniziata l'8 maggio allo Slovakiaring ed è terminata il 10 ottobre in Catalogna. Mikel Azcona, su CUPRA Leon Competición TCR, si è aggiudicato il titolo piloti, mentre la Sébastien Loeb Racing si è aggiudicata il titolo scuderie. Nicolas Baert, su Audi RS3 LMS TCR, si è invece aggiudicato il titolo piloti junior.

## Scuderie e piloti
| Scuderia                  | Vettura                    | #   | Pilota            | Gare     |
| ------------------------- | -------------------------- | --- | ----------------- | -------- |
| LEMA Racing               | CUPRA Leon Competición TCR | 3   | Giacomo Ghermandi | 7        |
| RC2 Junior Team           | CUPRA Leon Competición TCR | 5   | Rubén Fernández   | 6        |
| RC2 Junior Team           | CUPRA Leon Competición TCR | 19  | Felipe Fernández  | 7        |
| RC2 Junior Team           | CUPRA Leon Competición TCR | 101 | Sergio López      | 6-7      |
| Comtoyou Racing           | Audi RS3 LMS TCR           | 8   | Nicolas Baert     | 1-7      |
| Comtoyou Racing           | Audi RS3 LMS TCR           | 32  | Tom Coronel       | 1-7      |
| Comtoyou Racing           | Audi RS3 LMS TCR           | 162 | Dušan Borković    | 1-7      |
| Sébastien Loeb Racing     | Hyundai Elantra N TCR      | 10  | Niels Langeveld   | 1-7      |
| Sébastien Loeb Racing     | Hyundai Elantra N TCR      | 25  | Sami Taoufik      | 1-7      |
| Sébastien Loeb Racing     | Hyundai Elantra N TCR      | 44  | Felice Jelmini    | 1-7      |
| Sébastien Loeb Racing     | Hyundai Elantra N TCR      | 250 | Mehdi Bennani     | 1-7      |
| Brian Madsen Sport        | Peugeot 308 TCR            | 11  | Gustav Birch      | 3, 6     |
| VRC-Team                  | Audi RS3 LMS TCR           | 14  | Klim Gavrilov     | 1-6      |
| Volcano Motorsport        | CUPRA Leon Competición TCR | 14  | Klim Gavrilov     | 7        |
| Volcano Motorsport        | CUPRA Leon Competición TCR | 16  | Evgenij Leonov    | 1-4, 6-7 |
| Volcano Motorsport        | CUPRA Leon Competición TCR | 96  | Mikel Azcona      | 1-2, 4-7 |
| Brutal Fish Racing Team   | Honda Civic Type R TCR     | 17  | Martin Ryba       | 1-7      |
| Brutal Fish Racing Team   | Honda Civic Type R TCR     | 26  | Isidro Callejas   | 1-7      |
| Brutal Fish Racing Team   | Honda Civic Type R TCR     | 62  | Jack Young        | 1-7      |
| Team Clairet Sport        | Peugeot 308 TCR            | 20  | Teddy Clairet     | 1-7      |
| Team Clairet Sport        | Peugeot 308 TCR            | 21  | Jimmy Clairet     | 1-7      |
| Team Clairet Sport        | CUPRA TCR                  | 66  | Gilles Colombani  | 1-7      |
| Team Clairet Sport        | CUPRA TCR                  | 77  | Sylvain Pussier   | 1-7      |
| Janík Motorsport          | Hyundai i30 N TCR          | 24  | Jáchym Galáš      | 1-7      |
| Janík Motorsport          | Hyundai i30 N TCR          | 70  | Mat’o Homola      | 1-7      |
| Horňak-Aditis Racing Team | Audi RS3 LMS TCR           | 38  | Petr Čížek        | 6        |
| Horňak-Aditis Racing Team | Audi RS3 LMS TCR           | 97  | Bartosz Groszek   | 6        |
| BTC Maszyny               | Audi RS3 LMS TCR           | 53  | Łukasz Stolarczyk | 5        |
| PSS Racing Team           | Honda Civic Type R TCR     | 72  | Franco Girolami   | 1-7      |
| PSS Racing Team           | Honda Civic Type R TCR     | 110 | Viktor Davidovsky | 1-3, 5-7 |
| Trico WRT                 | Hyundai i30 N TCR          | 81  | Damiano Reduzzi   | 6        |
| Zengő Motorsport          | CUPRA Leon Competición TCR | 99  | Dániel Nagy       | 1        |

## Calendario
| Gara | Gara | Circuito                      | Data         | Supporto                                               |
| ---- | ---- | ----------------------------- | ------------ | ------------------------------------------------------ |
| 1    | G1   | Slovakiaring                  | 8 maggio     |                                                        |
| 1    | G2   | Slovakiaring                  | 9 maggio     |                                                        |
| 2    | G3   | Circuito Paul Ricard          | 29 maggio    | GT World Challenge Europe Endurance Cup                |
| 2    | G4   | Circuito Paul Ricard          | 30 maggio    | GT World Challenge Europe Endurance Cup                |
| 3    | G5   | Circuito di Zandvoort         | 19 giugno    | GT World Challenge Europe Sprint Cup                   |
| 3    | G6   | Circuito di Zandvoort         | 20 giugno    | GT World Challenge Europe Sprint Cup                   |
| 4    | G7   | Circuito di Spa-Francorchamps | 30 luglio    | 24 Ore di Spa                                          |
| 4    | G8   | Circuito di Spa-Francorchamps | 31 luglio    | 24 Ore di Spa                                          |
| 5    | G9   | Nürburgring                   | 4 settembre  | GT World Challenge Europe Endurance Cup                |
| 5    | G10  | Nürburgring                   | 5 settembre  | GT World Challenge Europe Endurance Cup                |
| 6    | G11  | Autodromo nazionale di Monza  | 25 settembre | International GT Open Campionato francese di Formula 4 |
| 6    | G12  | Autodromo nazionale di Monza  | 26 settembre | International GT Open Campionato francese di Formula 4 |
| 7    | G13  | Circuito di Catalogna         | 9 ottobre    | GT World Challenge Europe Endurance Cup                |
| 7    | G14  | Circuito di Catalogna         | 10 ottobre   | GT World Challenge Europe Endurance Cup                |

## Risultati e classifiche

### Gare
| Gara | Circuito          | Pole position   | Giro veloce     | Pilota vincitore | Scuderia vincitrice   |
| ---- | ----------------- | --------------- | --------------- | ---------------- | --------------------- |
| 1    | Slovakiaring      | Tom Coronel     | Mikel Azcona    | Mikel Azcona     | Volcano Motorsport    |
| 2    | Slovakiaring      |                 | Mikel Azcona    | Mehdi Bennani    | Sébastien Loeb Racing |
| 3    | Paul Ricard       | Teddy Clairet   | Felice Jelmini  | Teddy Clairet    | Team Clairet Sport    |
| 4    | Paul Ricard       |                 | Jack Young      | Jimmy Clairet    | Team Clairet Sport    |
| 5    | Zandvoort         | Jack Young      | Tom Coronel     | Tom Coronel      | Comtoyou Racing       |
| 6    | Zandvoort         |                 | Franco Girolami | Franco Girolami  | PSS Racing Team       |
| 7    | Spa-Francorchamps | Felice Jelmini  | Mikel Azcona    | Mikel Azcona     | Volcano Motorsport    |
| 8    | Spa-Francorchamps |                 | Klim Gavrilov   | Mikel Azcona     | Volcano Motorsport    |
| 9    | Nürburgring       | Isidro Callejas | Niels Langeveld | Mikel Azcona     | Volcano Motorsport    |
| 10   | Nürburgring       |                 | Mikel Azcona    | Mikel Azcona     | Volcano Motorsport    |
| 11   | Monza             | Franco Girolami | Mikel Azcona    | Franco Girolami  | PSS Racing Team       |
| 12   | Monza             |                 | Jack Young      | Mat’o Homola     | Janík Motorsport      |
| 13   | Catalogna         | Mikel Azcona    | Mikel Azcona    | Mikel Azcona     | Volcano Motorsport    |
| 14   | Catalogna         |                 | Sami Taoufik    | Klim Gavrilov    | Volcano Motorsport    |

### Classifiche

#### Classifica piloti
| Pos. | Pilota            | SVK | SVK | LEC | LEC | ZAN | ZAN | SPA | SPA | NÜR | NÜR | MNZ | MNZ | CAT | CAT | Punti |
| ---- | ----------------- | --- | --- | --- | --- | --- | --- | --- | --- | --- | --- | --- | --- | --- | --- | ----- |
| 1    | Mikel Azcona      | 1   | 2   | 6   | 2   |     |     | 1   | 1   | 1   | 1   | 2   | 4   | 1   | NP  | 432   |
| 2    | Franco Girolami   | 12  | 3   | 7   | 5   | 5   | 1   | 5   | 7   | 2   | 2   | 1   | 19  | 17  | 5   | 353   |
| 3    | Niels Langeveld   | 4   | 21† | 4   | Rit | 4   | 2   | 8   | 5   | 3   | 4   | 10  | 14  | 6   | 4   | 295   |
| 4    | Tom Coronel       | 5   | 6   | 9   | 8   | 1   | Rit | 10  | 10  | 5   | Rit | 3   | 2   | 14  | NP  | 258   |
| 5    | Mehdi Bennani     | 6   | 1   | 18  | 6   | 12  | 6   | 2   | 9   | 11  | 14  | 21† | 12  | 10  | 2   | 252   |
| 6    | Teddy Clairet     | Rit | 14  | 1   | Rit | 16  | 13  | 7   | 3   | 4   | 7   | Rit | 9   | 2   | 3   | 247   |
| 7    | Nicolas Baert     | 2   | 8   | 15  | 13  | 6   | 8   | 6   | 8   | 14  | 8   | 8   | 8   | 4   | 8   | 242   |
| 8    | Jimmy Clairet     | Rit | 9   | 3   | 1   | 7   | 5   | 13  | 11  | 15  | 11  | 4   | 6   | 9   | 16  | 220   |
| 9    | Sami Taoufik      | 17  | Rit | Rit | 3   | 10  | 7   | 4   | 6   | 9   | 12  | 5   | 10  | 3   | 15  | 216   |
| 10   | Jack Young        | 11  | 11  | 5   | Rit | 2   | 9   | 18† | 13  | 17  | 3   | Rit | 3   | 8   | 12  | 205   |
| 11   | Isidro Callejas   | 18  | 7   | Rit | 10  | 8   | 3   | 9   | 4   | 7   | 10  | Rit | 11  | 5   | SQ  | 204   |
| 12   | Dušan Borković    | 7   | 10  | 14  | 11  | 3   | 4   | 12  | 14  | 8   | 9   | 7   | 7   | NP  | NP  | 192   |
| 13   | Maťo Homola       | NP  | 12  | 11  | 9   | 13  | 11  | 14  | 2   | 10  | Rit | 6   | 1   | 13  | 7   | 186   |
| 14   | Felice Jelmini    | 8   | 13  | 2   | 7   | 17  | Rit | 3   | Rit | 13  | Rit | Rit | 5   | Rit | 9   | 173   |
| 15   | Klim Gavrilov     | Rit | 4   | 13  | 15  | 9   | Rit | 11  | 12  | 6   | 6   | 15  | 16  | 11  | 1   | 164   |
| 16   | Viktor Davidovsky | 13  | 18  | 8   | 4   | 11  | 10  |     |     | 18  | 13  | 9   | 26  | 12  | 19  | 95    |
| 17   | Jáchym Galáš      | 16  | 16  | 12  | Rit | SQ  | 17  | Rit | 16  | 12  | 5   | Rit | 17  | 15  | 6   | 63    |
| 18   | Dániel Nagy       | 3   | 5   |     |     |     |     |     |     |     |     |     |     |     |     | 60    |
| 19   | Martin Ryba       | 10  | 15  | 16  | 16  | 14  | 12  | 15  | 15  | 16  | 15  | Rit | Rit | 7   | Rit | 49    |
| 20   | Evgenij Leonov    | 9   | 17  | 10  | 12  | 15  | Rit | 17  | Rit |     |     | 13  | 15  | 16  | 17  | 38    |
| 21   | Sylvain Pussier   | 14  | 19  | 19  | 14  | 19  | 15  | Rit | NP  | Rit | 16  | 20  | 18  | 18  | 11  | 16    |
| 22   | Gilles Colombani  | 15  | 20  | 17  | 17  | 18  | 14  | 16  | 17  | 19  | 17  | 16  | 22  | NP  | 10  | 15    |
| 23   | Bartosz Groszek   |     |     |     |     |     |     |     |     |     |     | 11  | 13  |     |     | 14    |
| 24   | Rubén Fernández   |     |     |     |     |     |     |     |     |     |     | 12  | Rit |     |     | 7     |
| 25   | Sergio López      |     |     |     |     |     |     |     |     |     |     | Rit | 20  | 20† | 13  | 5     |
| 26   | Damiano Reduzzi   |     |     |     |     |     |     |     |     |     |     | 14  | 21  |     |     | 3     |
| 27   | Felipe Fernández  |     |     |     |     |     |     |     |     |     |     |     |     | Rit | 14  | 3     |
| 28   | Gustav Birch      |     |     |     |     | 20  | 16  |     |     |     |     | 17  | 23  |     |     | 0     |
| 29   | Łukasz Stolarczyk |     |     |     |     |     |     |     |     | 20  | 18  | 18  | 25  |     |     | 0     |
| 30   | Giacomo Ghermandi |     |     |     |     |     |     |     |     |     |     |     |     | 19  | 18  | 0     |
| 31   | Petr Čížek        |     |     |     |     |     |     |     |     |     |     | 19  | 24  |     |     | 0     |
| Pos. | Pilota            | SVK | SVK | LEC | LEC | ZAN | ZAN | SPA | SPA | NÜR | NÜR | MNZ | MNZ | CAT | CAT | Punti |

| Colore  | Risultato             |
| ------- | --------------------- |
| Oro     | Vincitore             |
| Argento | 2º posto              |
| Bronzo  | 3º posto              |
| Verde   | Finito a punti        |
| Blu     | Finito senza punti    |
| Viola   | Ritirato (Rit)        |
| Viola   | Non classificato (NC) |
| Rosso   | Non qualificato (NQ)  |
| Nero    | Squalificato (SQ)     |
| Bianco  | Non partito (NP)      |
| Bianco  | Non ha gareggiato     |
| Bianco  | Infortunato (INF)     |
| Bianco  | Escluso (ES)          |
| Bianco  | Gara cancellata (C)   |